# كلايتون كرين
كلايتون كرين (بالإنجليزية: Clayton Crain)‏ هو فنان قصص مصورة ورسام أمريكي، ولد في 1975.

## وصلات خارجية
- الموقع الرسمي